# Ophiopholis kennerlyi
Ophiopholis kennerlyi is een slangster uit de familie Ophiactidae.
De wetenschappelijke naam van de soort werd in 1860 gepubliceerd door Theodore Lyman.